# Cântecul lebedei (nuvelă)
Cântecul lebedei este o nuvelă din 1927 scrisă de Liviu Rebreanu.